# Équipe de France de football en 1929
Chronologie
Saison précédente Saison suivante
L'équipe de France joue six matches en 1929 pour deux victoires et quatre défaites. 
Le match contre la Belgique prévu le 17 février est reporté : en raison du gel, le terrain est impraticable. 
Dewaquez porte le record de sélections à 41 capes.

## Les matchs
| Date            | Stade                                           | Adversaire  | Score | Comp | Buteurs français                            |
| 24 février 1929 | Stade olympique Yves-du-Manoir Colombes, France | Hongrie     | V 3-0 | A    | Banide (23e), Nicolas (25e) & Lieb (33epen) |
| 24 mars 1929    | Stade olympique Yves-du-Manoir Colombes, France | Portugal    | V 2-0 | A    | Nicolas (49e) & Galey (80e)                 |
| 14 avril 1929   | Stade de Torrero Saragosse, Espagne             | Espagne     | D 1-8 | A    | Veinante (86e)                              |
| 9 mai 1929      | Stade olympique Yves-du-Manoir Colombes, France | Angleterre  | D 1-4 | A    | Dewaquez (54e)                              |
| 19 mai 1929     | Stade olympique Yves-du-Manoir Colombes, France | Yougoslavie | D 1-3 | A    | Cheuva (63e)                                |
| 26 mai 1929     | Stade Vélodrome de Rocourt Rocourt, Belgique    | Belgique    | D 1-4 | A    | Dewaquez (81e)                              |

A : match amical.

## Les joueurs
| Joueurs                                                          |    |    |    |    |    |    |
| Gardiens de but                                                  |    |    |    |    |    |    |
| Laurent Henric (FC Sète) (dernières sélections)                  | 90 | 90 | 90 |    |    |    |
| Alexis Thépot (Red Star Olympique)                               |    |    |    | 90 | 90 |    |
| Charles Allé (Olympique de Marseille) (1reet dernière sélection) |    |    |    |    |    | 90 |
| Défenseurs                                                       |    |    |    |    |    |    |
| Marcel Bertrand (Club français) (uniques sélections)             | 90 | 90 | 90 | 90 | 90 |    |
| Urbain Wallet (Amiens AC) (dernières sélections)                 | 90 | 90 | 90 |    |    |    |
| Manuel Anatol (Real Madrid/Racing Club de France) (1resélection) |    | 90 |    | 90 | 90 | 90 |
| Jacques Wild (Stade français) (8eet dernière sélections)         |    |    |    |    |    | 90 |
| Milieux                                                          |    |    |    |    |    |    |
| Alexandre Villaplane (Nîmes Olympique/Racing Club de France)     | 90 | 90 | 90 | 90 | 90 | 90 |
| Maurice Banide (SO Paris Est) (1resélection)                     | 90 | 90 | 90 |    |    |    |
| Augustin Chantrel (Red Star Olympique) (6esélection)             | 90 |    |    |    |    |    |
| Robert Dauphin (Stade français) (dernières sélections)           |    |    | 90 | 90 | 90 | 90 |
| Yvon Segalen (Stade français) (uniques sélections)               |    |    |    | 90 | 90 | 90 |
| Attaquants                                                       |    |    |    |    |    |    |
| Paul Nicolas (Amiens AC)                                         | 90 | 90 | 90 | 90 | 90 |    |
| Émile Veinante (FC Metz) (1resélection)                          | 90 | 90 | 90 |    |    |    |
| Guillaume Lieb (FC Mulhouse) (dernières sélections)              | 90 | 90 | 90 |    |    |    |
| Marcel Galey (FC Sète) (uniques sélections)                      | 90 | 90 | 90 |    |    |    |
| Jules Dewaquez (Olympique de Marseille) (dernières sélections)   | 90 | 90 |    | 90 | 90 | 90 |
| Raoul Dutheil (AS Cannes) (1reet dernière sélection)             |    |    | 90 |    |    |    |
| Maurice Gallay (Olympique de Marseille) (dernières sélections)   |    |    |    | 90 | 90 | 90 |
| Edmond Delfour (Stade français) (1resélection)                   |    |    |    | 90 | 90 | 90 |
| André Cheuva (Olympique lillois) (1resélection)                  |    |    |    | 90 | 90 |    |
| Jean Boyer (Olympique de Marseille) (15eet dernière sélection)   |    |    |    |    |    | 90 |
| Henri Pavillard (Stade français) (5esélection)                   |    |    |    |    |    | 90 |